# Eidsivathing

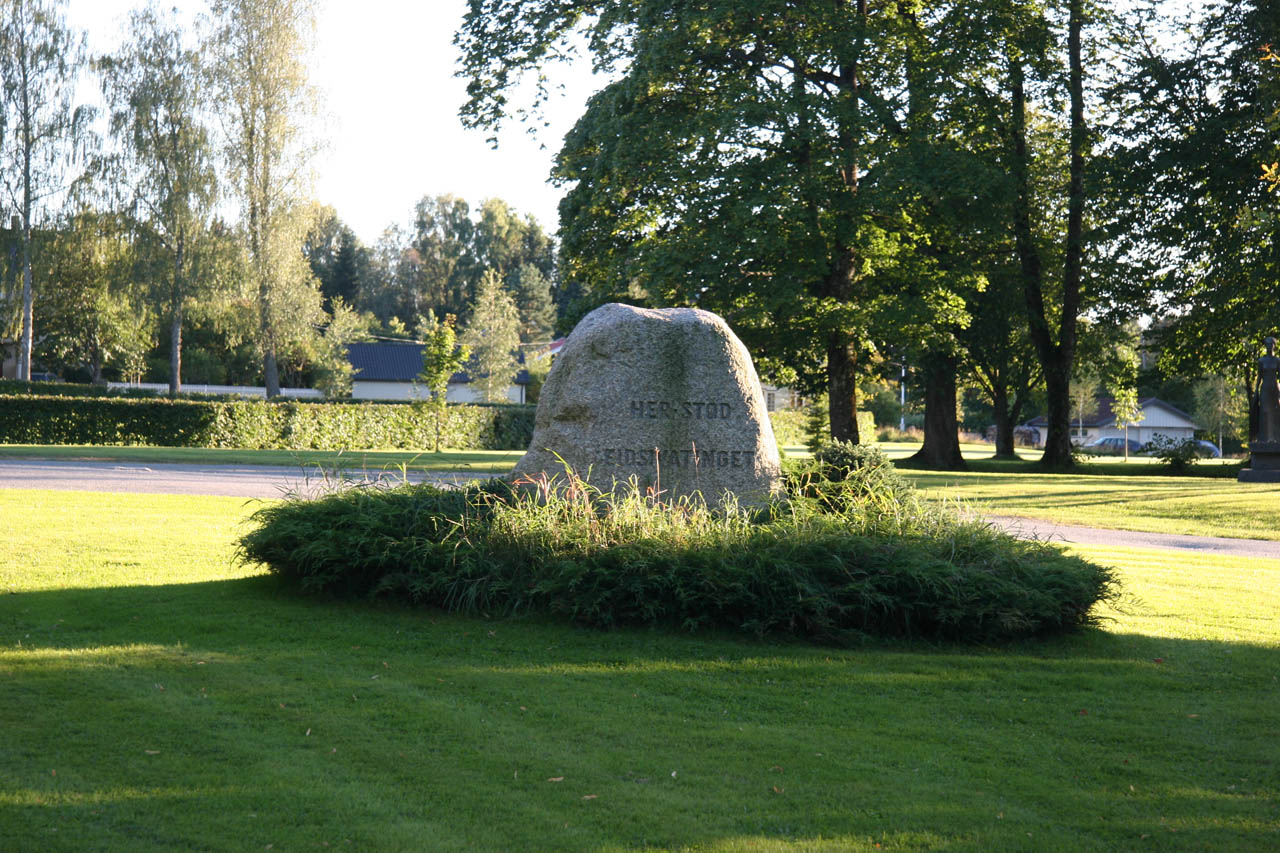
«Her stod Eidsivatinget», Markierung des alten Thing-Platzes in Eidsvoll

Das Eidsivathing war im Mittelalter eines der vier regionalen Thinge in Norwegen. Die Thing-Versammlungen wurden in Eidsvoll, nordöstlich von Oslo, abgehalten.
In der Frühzeit war Eidsivathing die Volksversammlung und das Gericht für die Bevölkerung rund um den See Mjøsa.
Das Zuständigkeitsgebiet des Thing umfasste später Raumafylke (Romerike), Heinafylke (Hedmark) und Hadafylke (Hadeland), noch später auch Østerdalen und Gudbrandsdalen.
Die anderen drei norwegischen Thinge waren das Gulathing, das Borgarthing und das Frostathing.

## Anmerkung
1. ↑  Klaus Böldl, Andreas Vollmer, Julia Zernack (Hrsg.): Isländer Sagas 1, Frankfurt 2011, S. Fischer, ISBN 978-3-10-007622-9, Anmerkungen Seite 846, Ziffer 56